# San Bartolomé (Campisábalos)

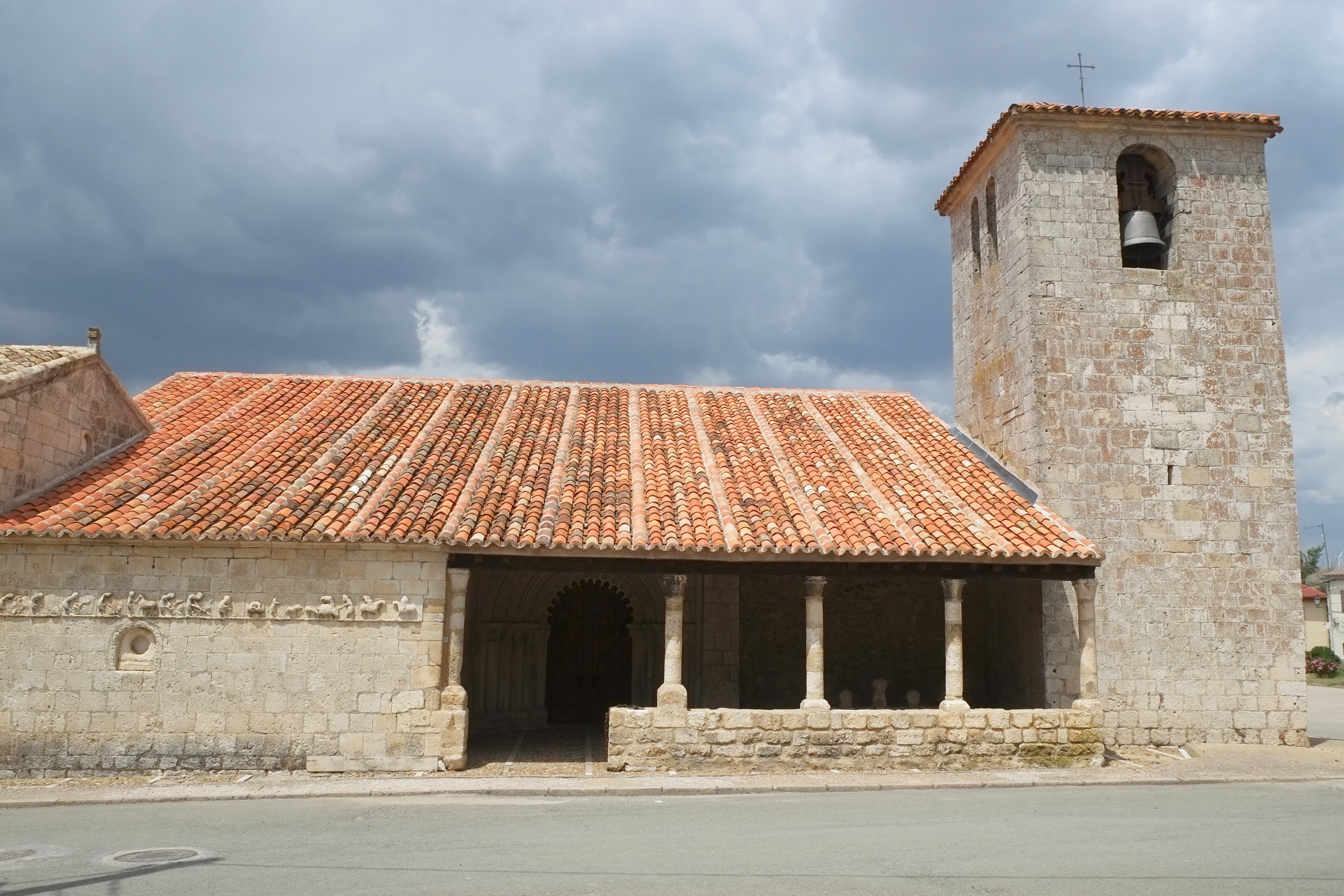
Pfarrkirche San Bartolomé

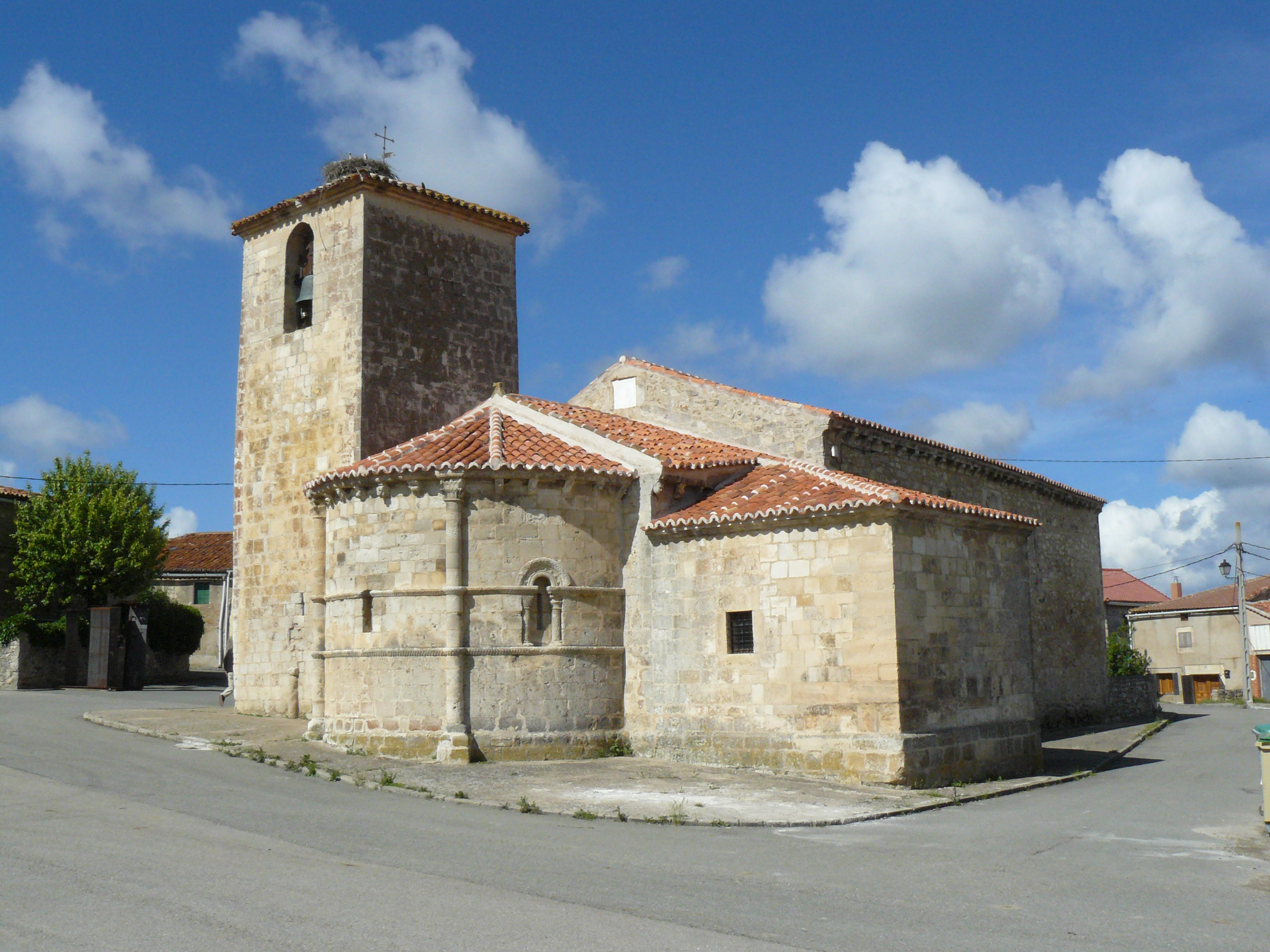
Ansicht von Osten

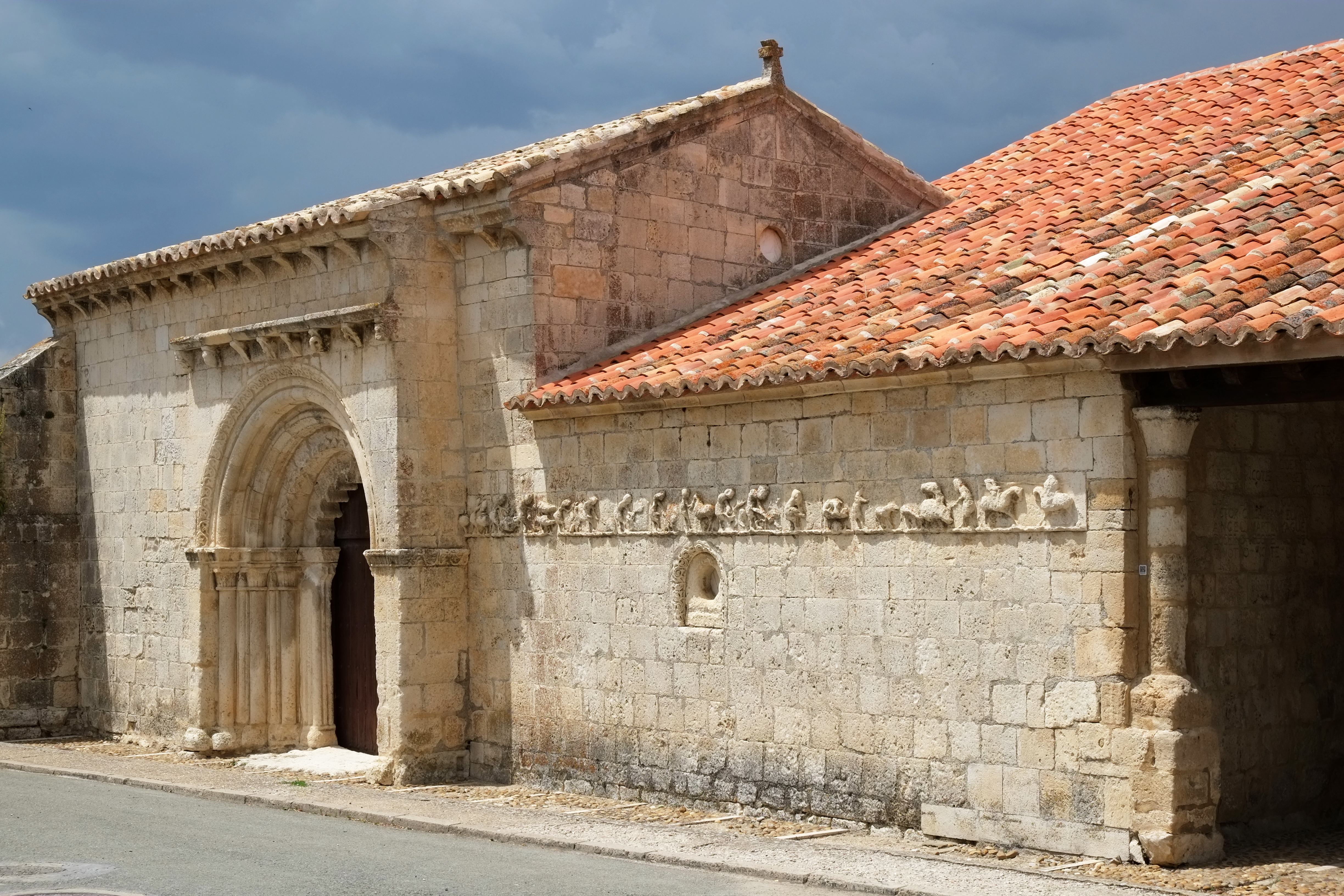
Kapelle San Galindo

Die römisch-katholische Pfarrkirche San Bartolomé in Campisábalos, einer Gemeinde in der Provinz Guadalajara der spanischen Autonomen Gemeinschaft Kastilien-La Mancha, ist eine romanische Kirche aus dem späten 12. und frühen 13. Jahrhundert. Zur Kirche gehört die Kapelle San Galindo, die im Südwesten an das Langhaus angebaut ist und in der gleichen Zeit wie die Kirche errichtet wurde. Die Kirche ist zu Ehren des Apostels Bartholomäus geweiht, der Name der Kapelle bezieht sich auf einen Ritter namens San Galindo, der hier vermutlich bestattet wurde. Die Kirche gehört zu den bedeutendsten Bauten der Romanik in der Region und wurde 1965 zum Baudenkmal (Bien de Interés Cultural) (BIC) erklärt.

## Kirche San Bartolomé

### Außenbau

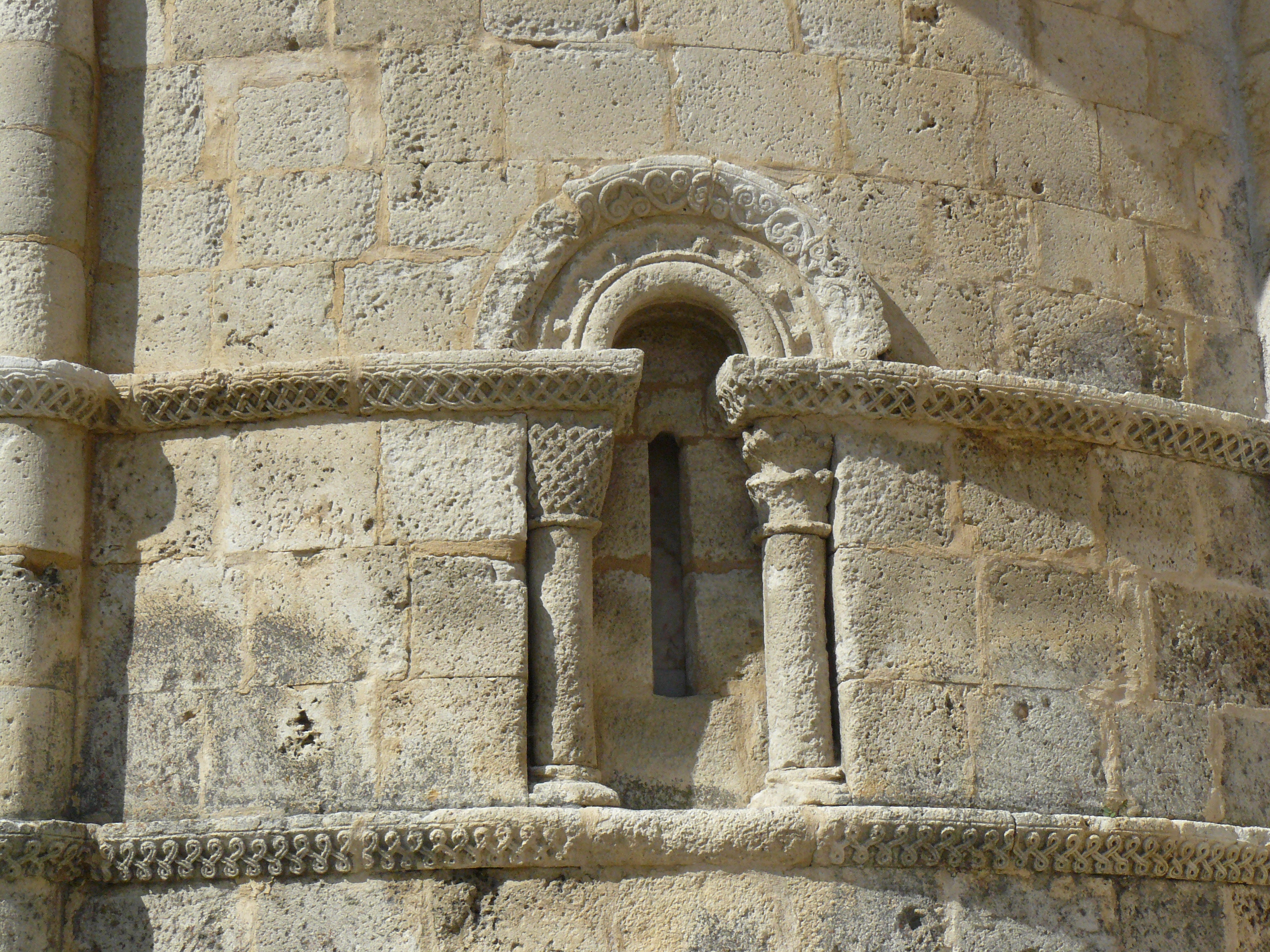
Nördliches Apsisfenster und Gesimse

Die Kirche ist aus sorgfältig behauenen Quadersteinen errichtet, nur die Nordseite des Langhauses besteht aus kleineren Bruchsteinen. Der älteste Teil der Kirche ist der Chor, der zwischen 1182 und 1190 errichtet wurde. Die Außenmauer der Apsis wird durch zwei mit Flechtband verzierte Gesimse und zwei Halbsäulen gegliedert. Von den ursprünglich drei Fenstern ist nur noch das nördliche Apsisfenster in seinem originalen Zustand erhalten. Es wird von zwei Archivolten gerahmt, die auf beiden Seiten auf einer mit einem Kapitell verzierten Säule aufliegen. Das linke Kapitell ist mit Flechtbanddekor skulptiert, das rechte ist als Knospenkapitell gestaltet. Die innere Archivolte weist einen Rundwulst auf, die äußere besitzt einen spiralförmigen Dekor.
Die Kragsteine unter dem Dachansatz sind mit figürlichen Darstellungen verziert und zeigen Jagdszenen, Hasen und einen Wolf mit seiner Beute. Die Kragsteine am nördlichen Langhaus weisen Gesichter und Fratzen auf.
Im 16. oder 17. Jahrhundert wurde südlich an den Chor der Glockenturm und an der Nordseite des Chors die Sakristei angebaut.

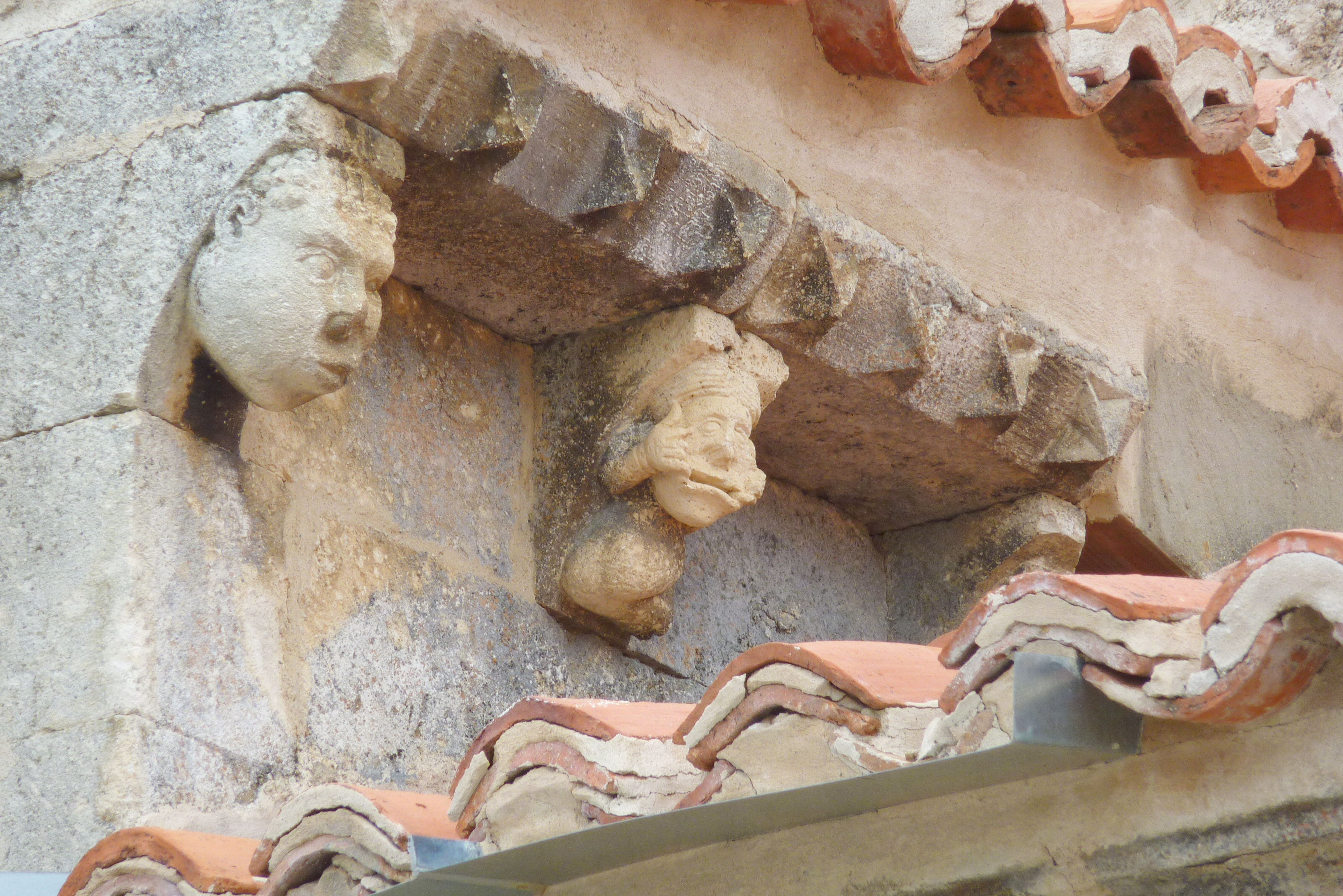
Kragsteine an der Nordseite des Chors
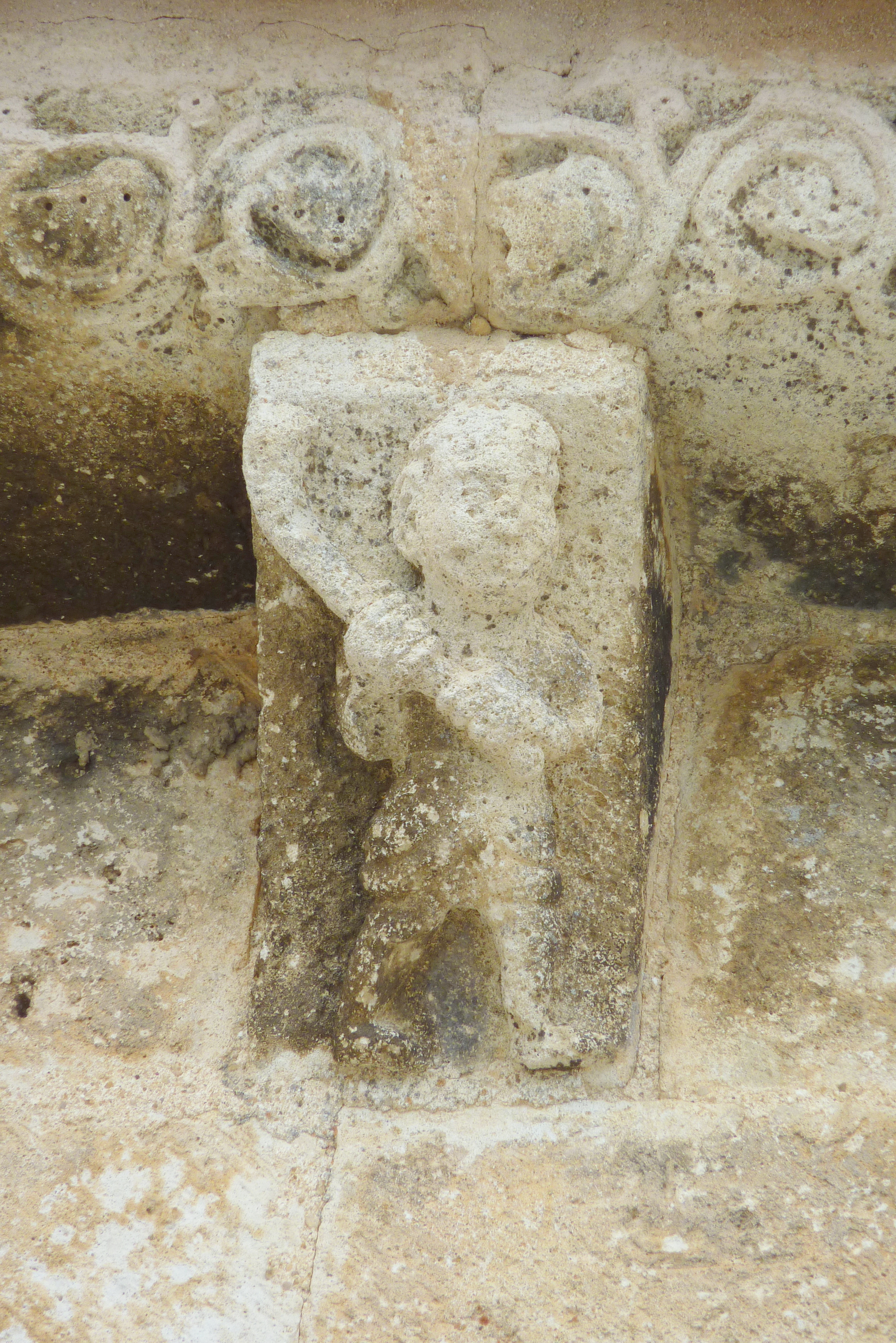
Kragstein am Dachansatz der Apsis
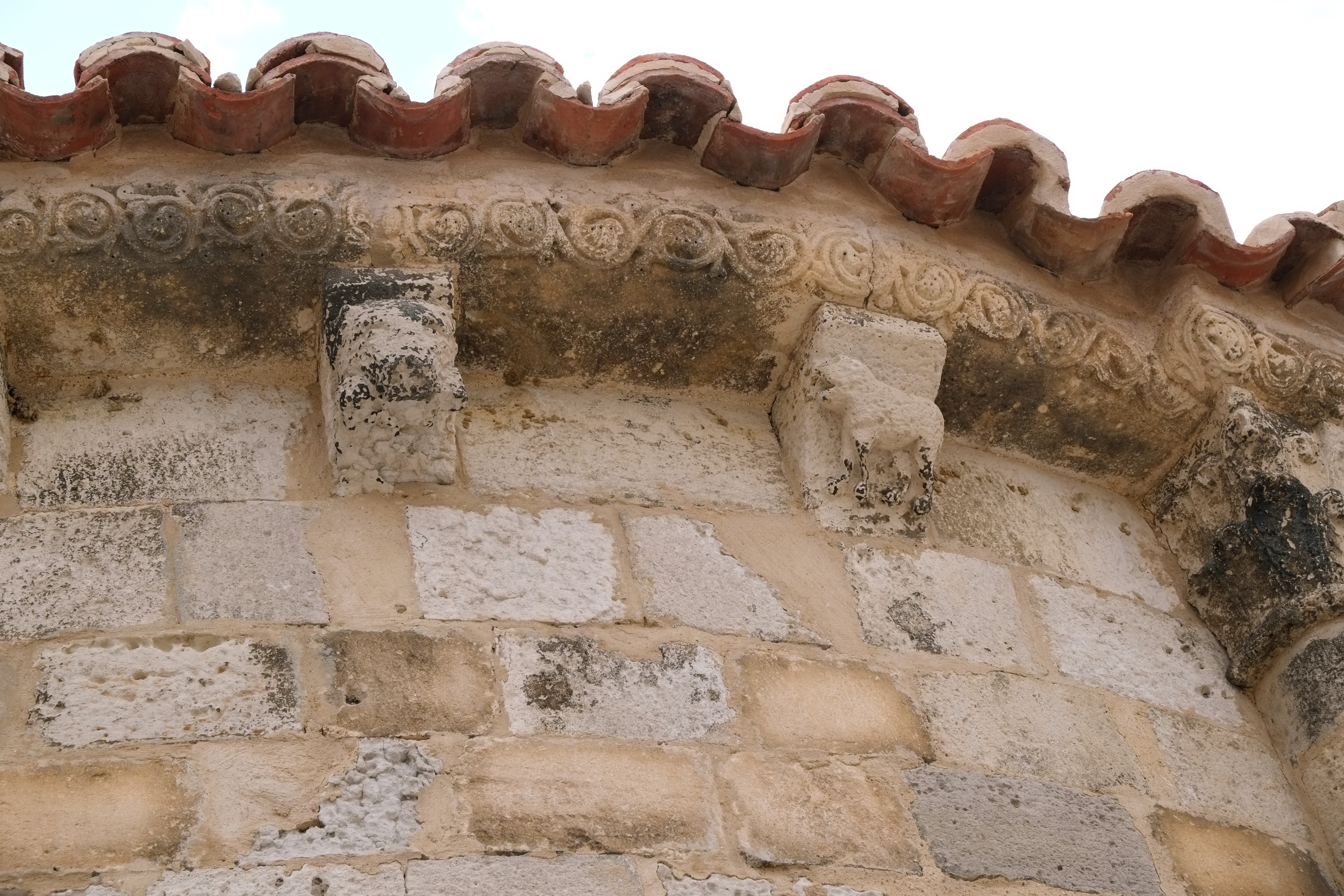
Kragsteine am Dachansatz der Apsis

### Vorhalle und Portal
An der Südseite, zwischen dem Turm und der Kapelle San Galindo, ist eine Vorhalle angebaut, die von fünf, auf hohen Sockeln stehenden Säulen mit Blattkapitellen getragen wird und in die das Portal integriert ist. Ein Teil der Vorhalle wurde abgerissen, als der Turm errichtet wurde.
Das Portal stammt aus dem frühen 13. Jahrhundert und hat einen ähnlichen Aufbau wie das Portal der Kapelle San Galindo. Es wird von zwei seitlichen Säulen gerahmt, auf deren Kapitellen ein Architrav aufliegt. Das Portal wird von fünf Archivolten umgeben, die mit unterschiedlichem Dekor verziert sind und die auf schlanken, mit Blattkapitellen verzierten Säulen ruhen. Die innere Archivolte weist einen Zackenbogen auf, wobei jeder Wölbstein mit einer Rosette verziert ist.

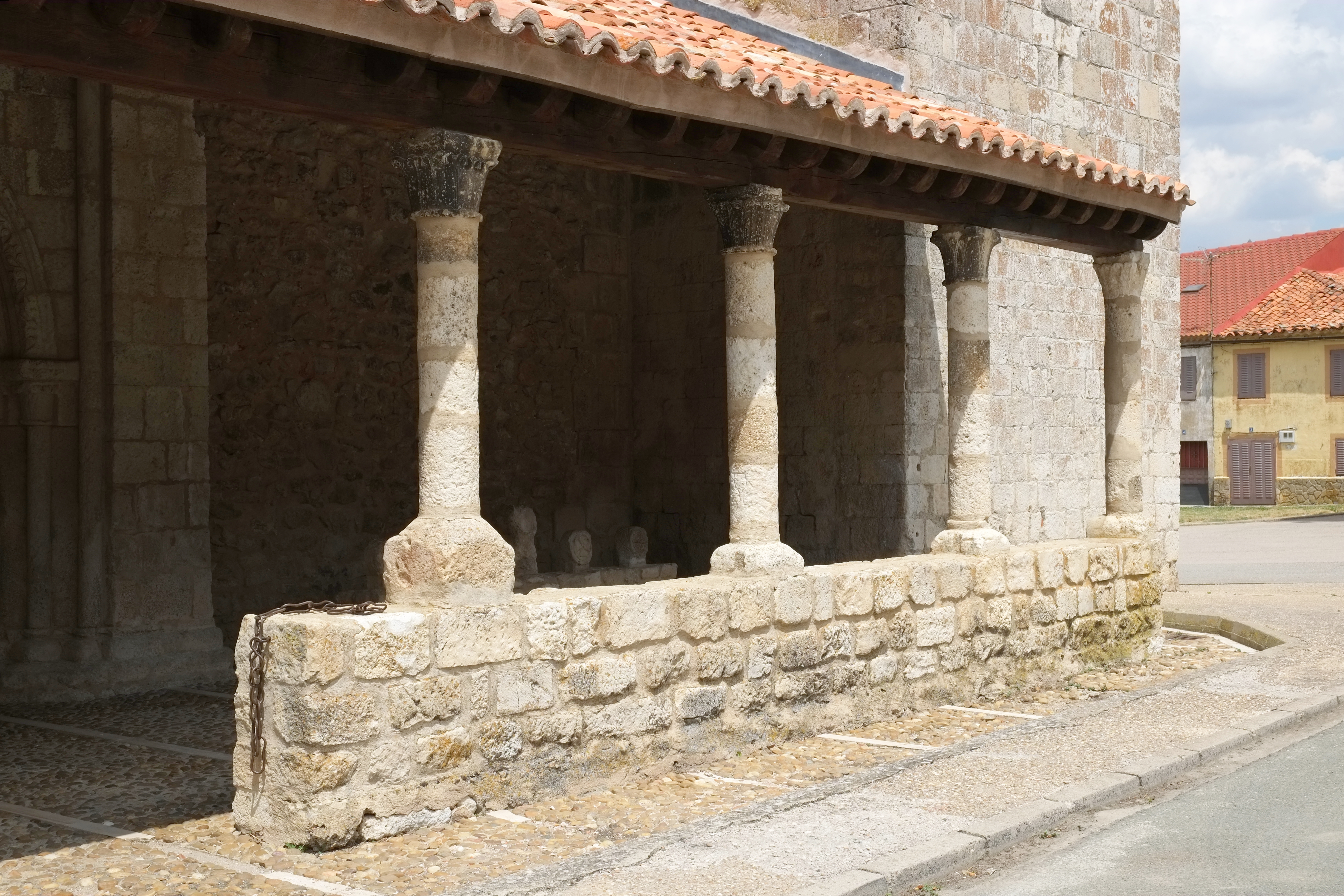
Vorhalle
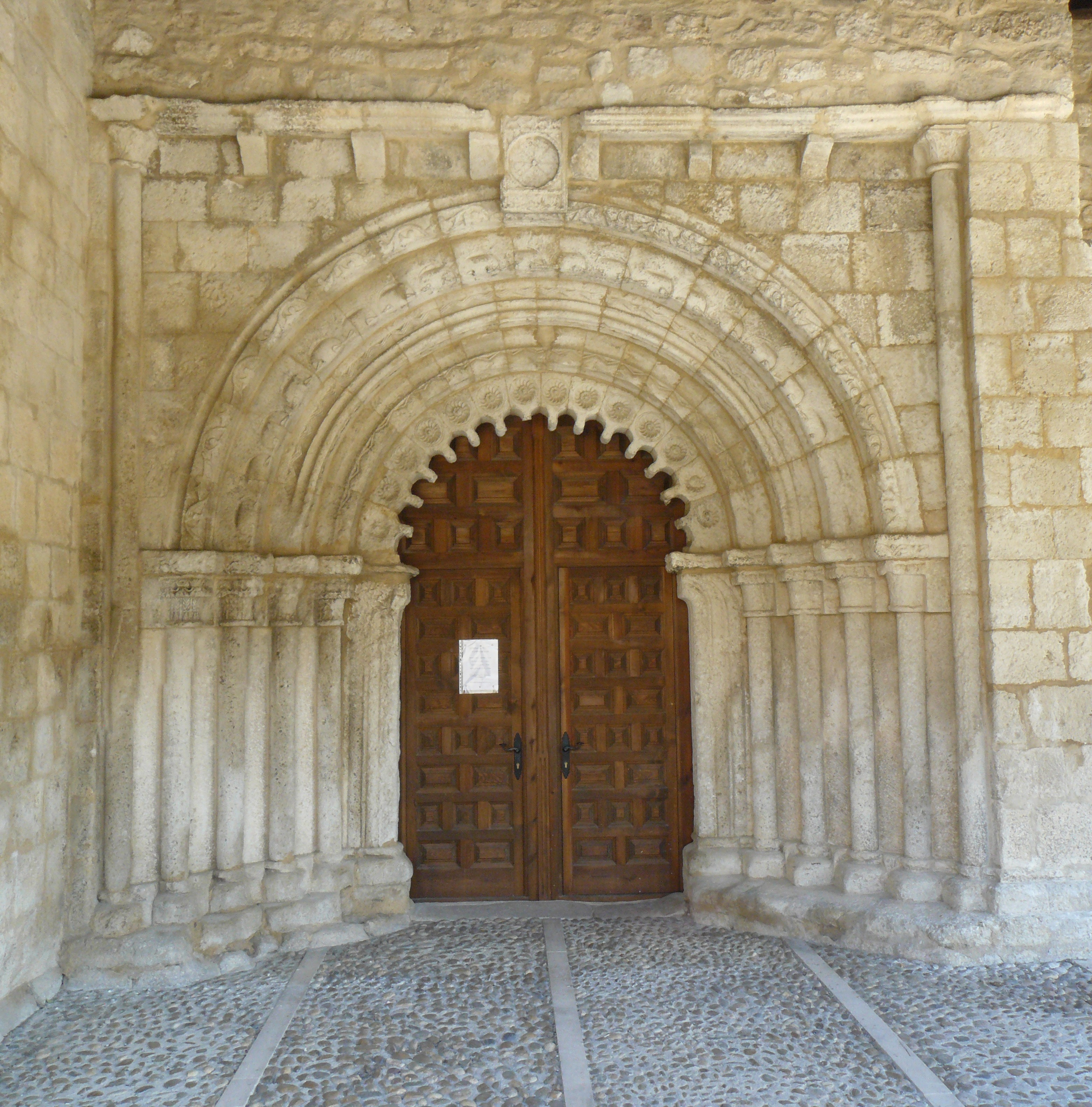
Portal in der Vorhalle

### Innenraum

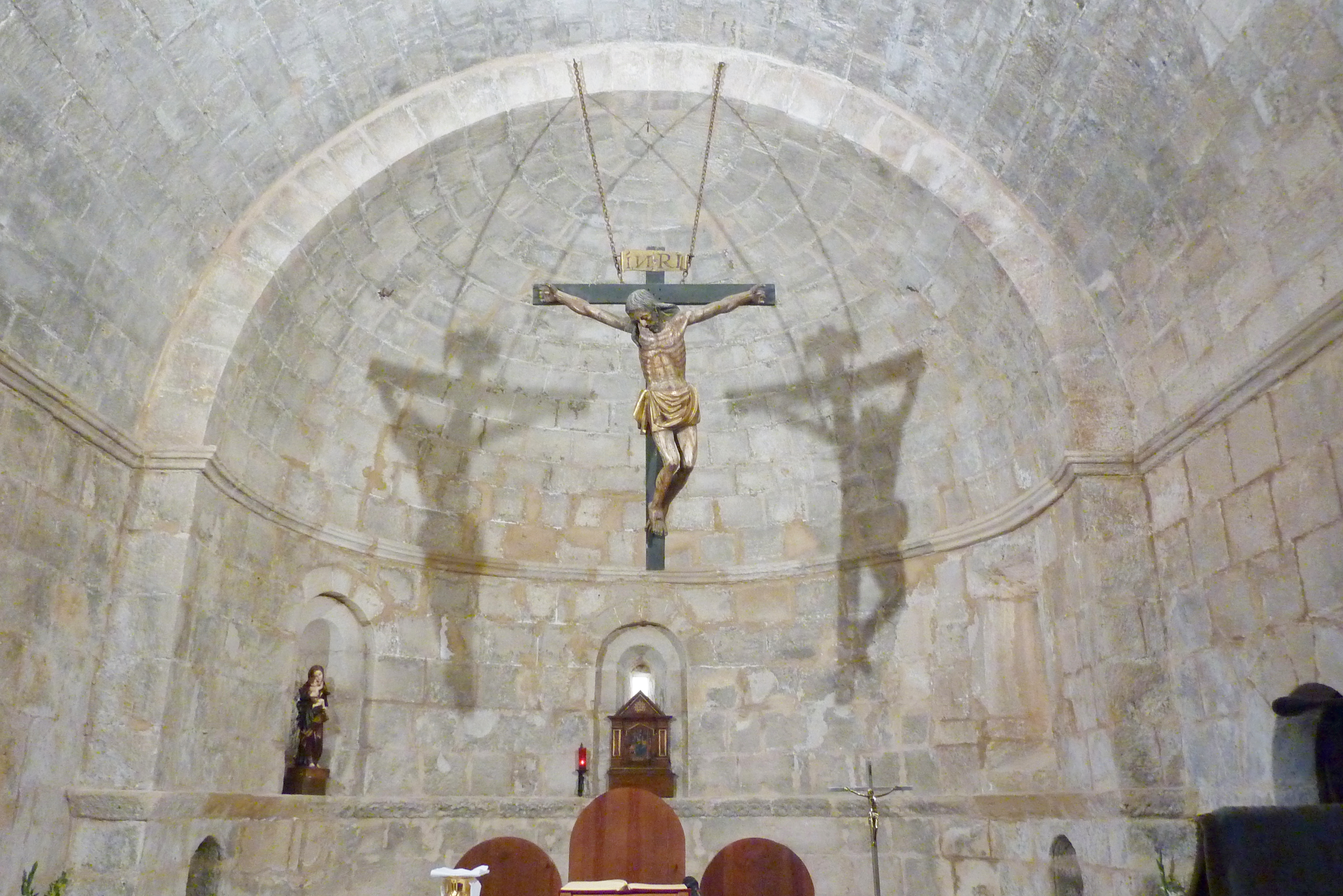
Chor

Die Kirche hat einen rechteckigen Grundriss. Das einjochige Langhaus besteht aus einem einzigen Schiff, das sich durch einen weiten Rundbogen, der auf Pilastern aufliegt, zum rechteckigen Chor öffnet. Der Chor besitzt ein Tonnengewölbe und schließt mit einer halbrunden, von einer Kalotte gedeckten Apsis.

### Ausstattung
In der Kirche ist ein romanisches Taufbecken erhalten.

## Kapelle San Galindo

### Portal

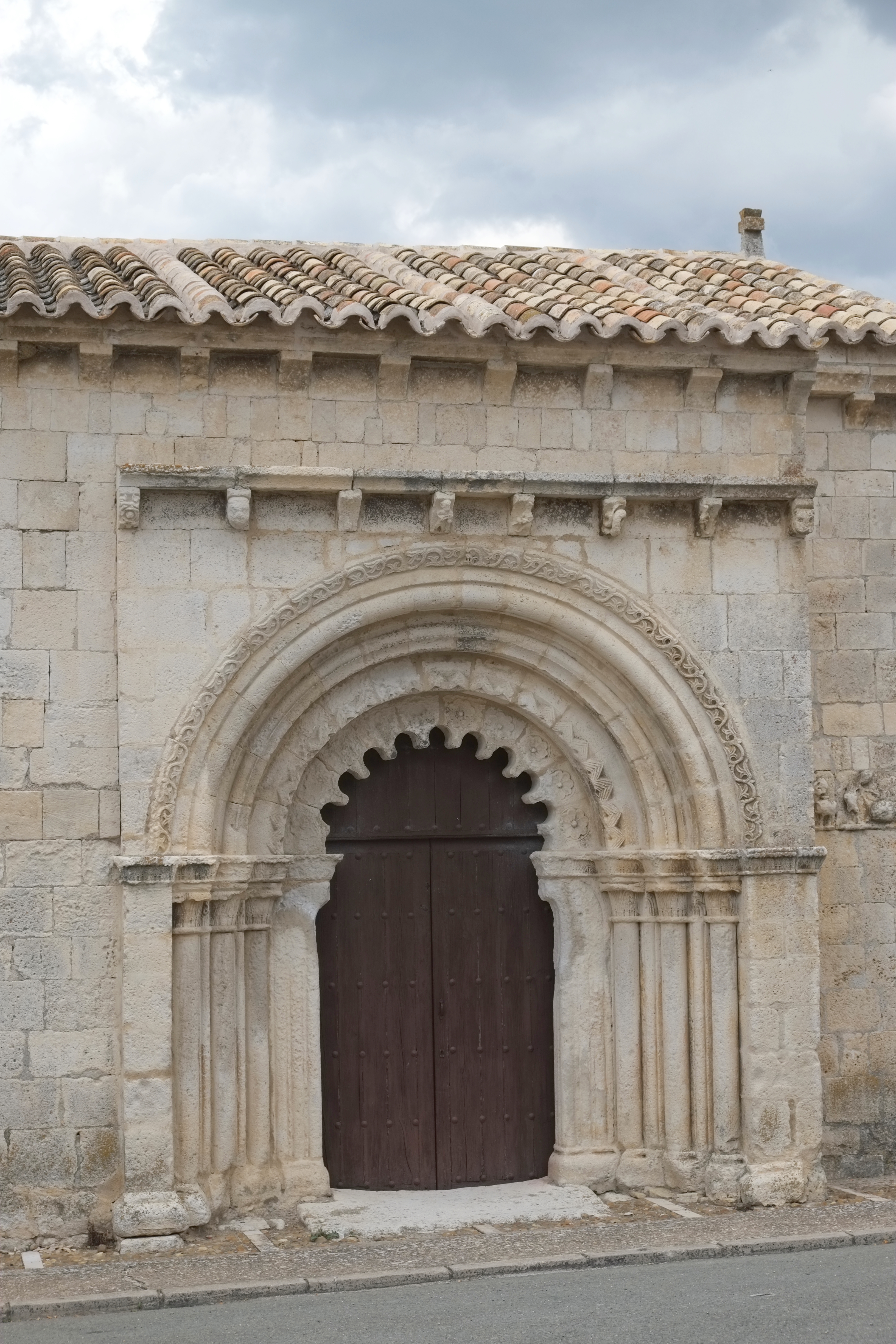
Portal der Kapelle San Galindo

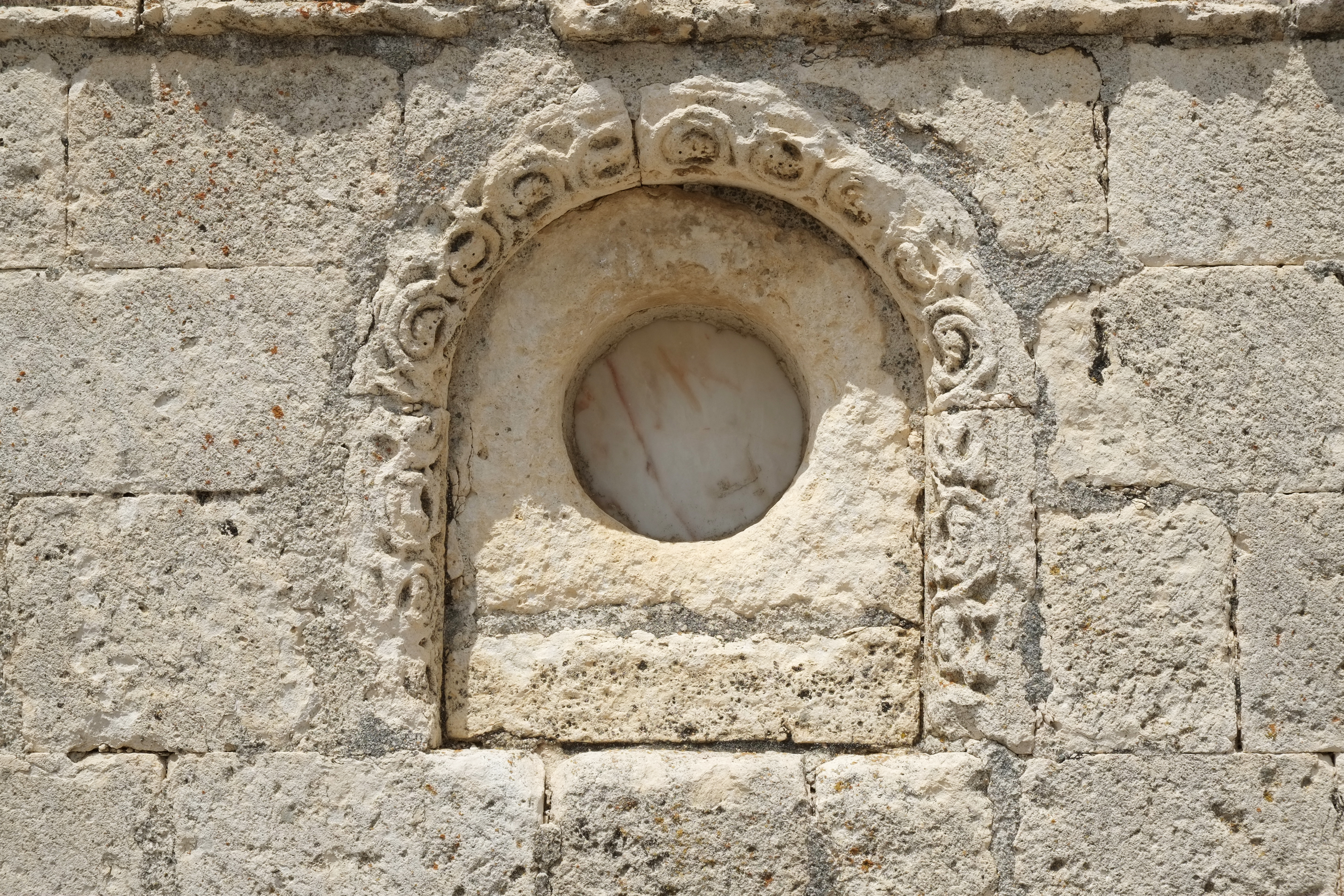
Rundfenster

Das Portal der Kapelle San Galindo ist in einen Mauervorsprung an der Südseite eingebettet. Es wird von vier Archivolten und je drei Säulen auf beiden Seiten umgeben, die einen ähnlichen Dekor aufweisen wie das Portal der Kirche. Über dem Portal bilden Steinplatten ein schmales Vordach. Sie ruhen auf Kragsteinen, auf denen menschliche Figuren und Tierköpfe dargestellt sind.

### Fries
An der südlichen Außenmauer des Chors verläuft ein Fries mit Reliefdarstellungen. Die erste Szene zeigt zwei Reiter, die mit Lanzen gegeneinander kämpfen. In der nächsten Szene sieht man einen Mann mit einer Lanze und Hunde bei der Wildschweinjagd.
Die folgenden zwölf Szenen sind als Monatsbilder zu verstehen, sie stellen die Monate und die typischen Arbeiten, die in dieser Zeit zu verrichten sind, dar.
Die Darstellungen zeigen von rechts nach links: Im Januar gibt es einen reich gedeckten Tisch, im Februar wird der Boden umgegraben, im März und im April wird der Weinstock geschnitten, im Mai versorgt ein Reiter sein Pferd, im Juni werden die blühenden Disteln geschnitten, im Juli wird das Getreide geerntet, im August wird das Stroh angehäuft, im September findet die Weinlese statt, im Oktober wird ausgesät, im November wird ein Schwein geschlachtet, im Dezember wird der Wein abgefüllt.

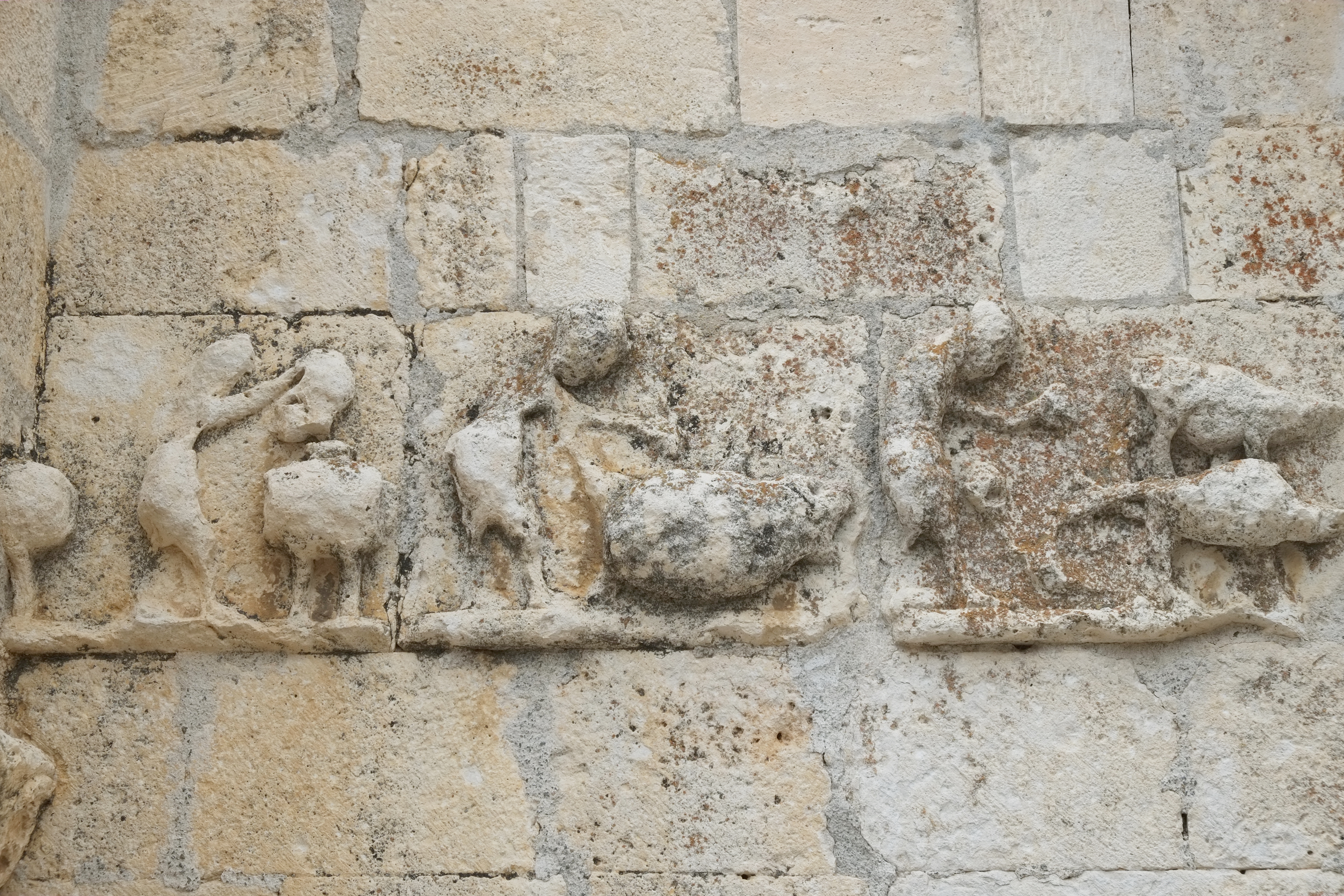
Dezember, November, Oktober
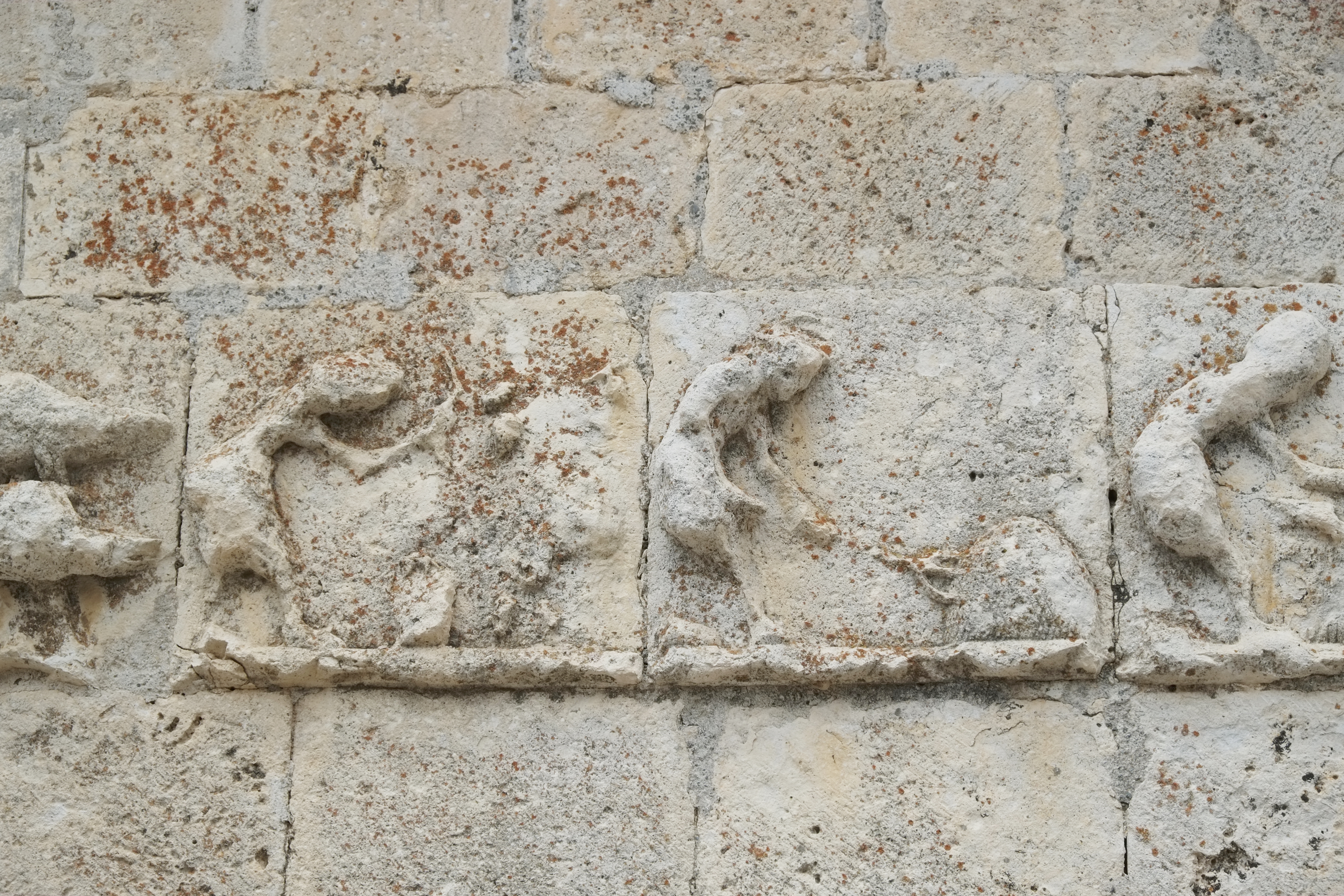
September, August
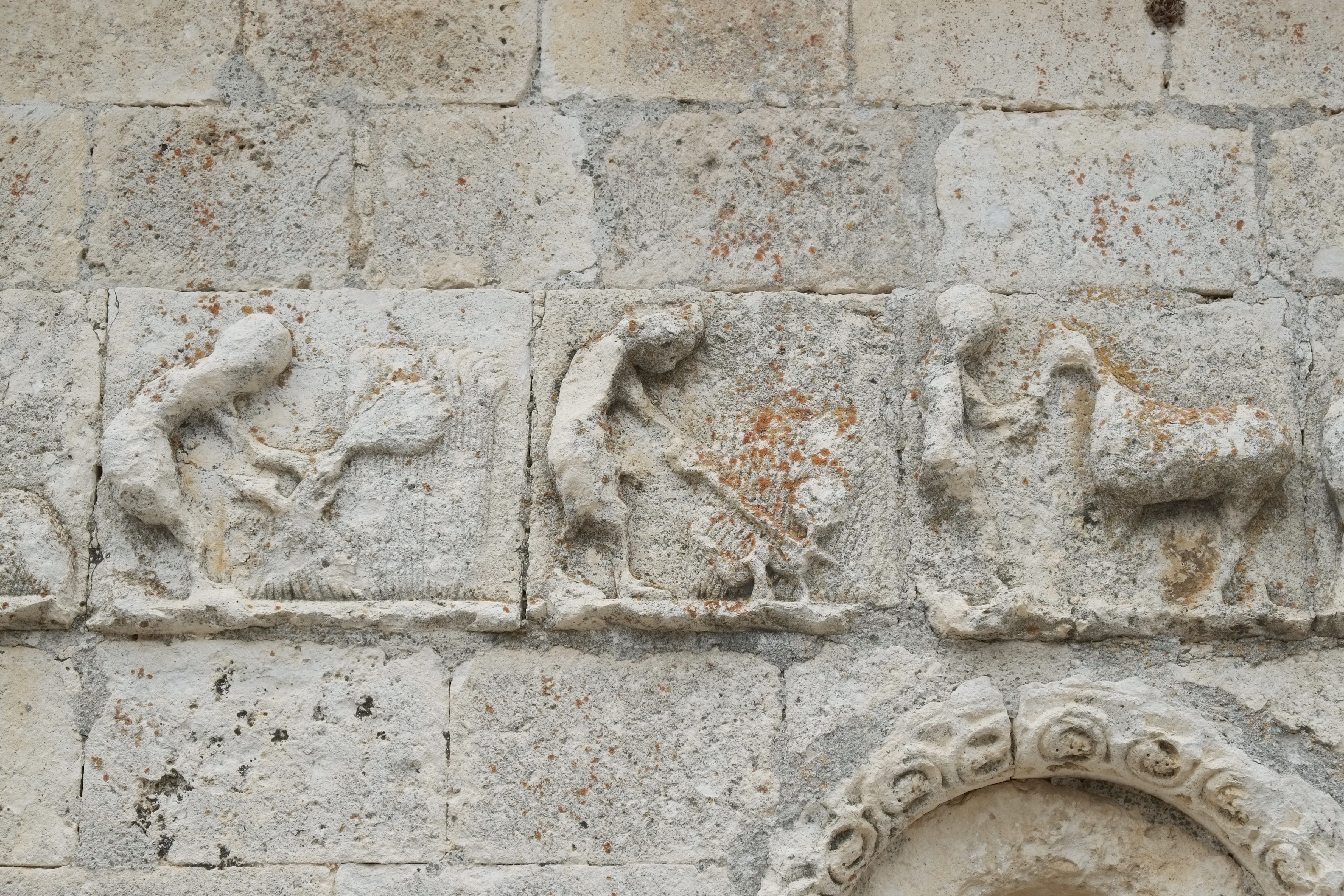
Juli, Juni, Mai
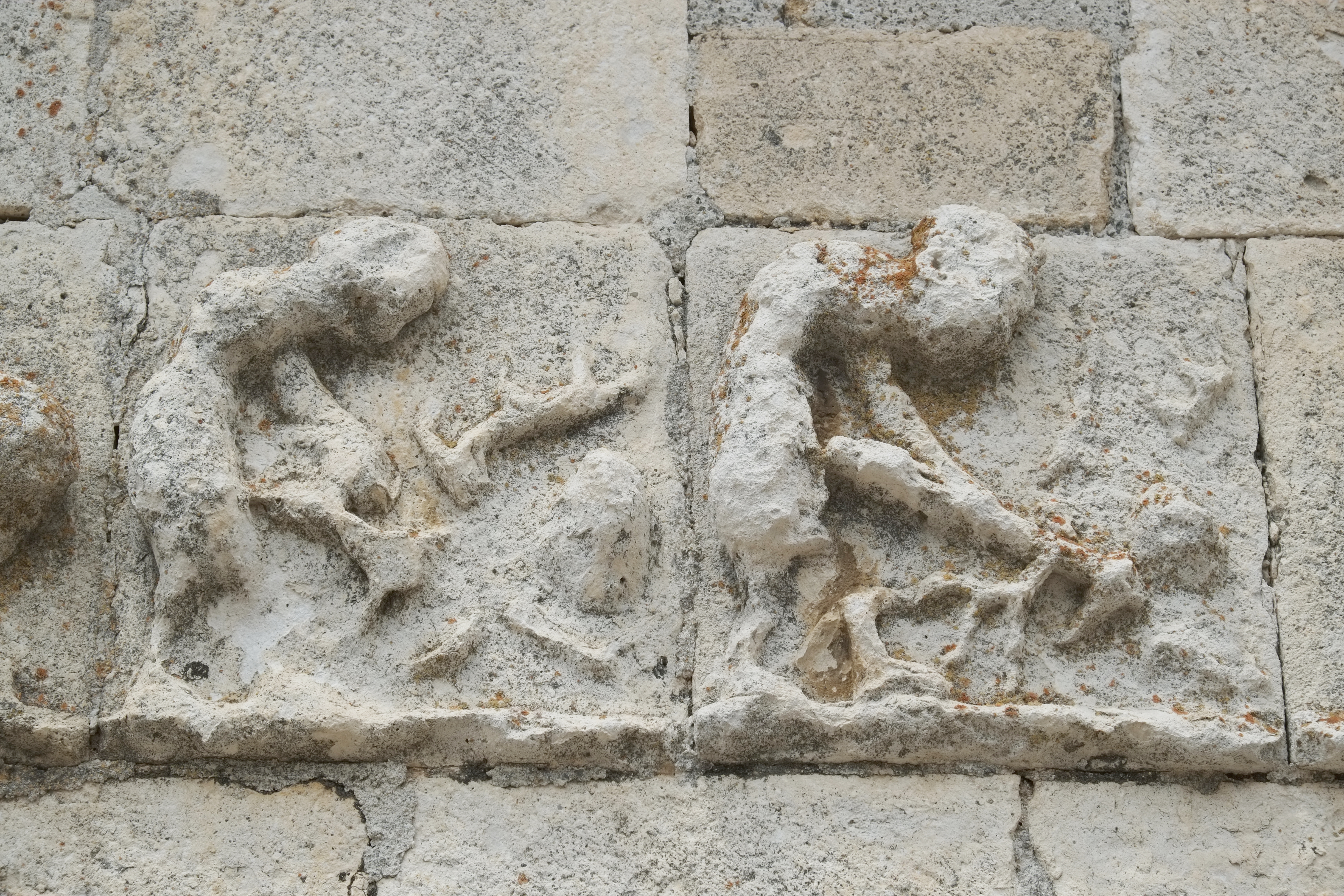
April, März
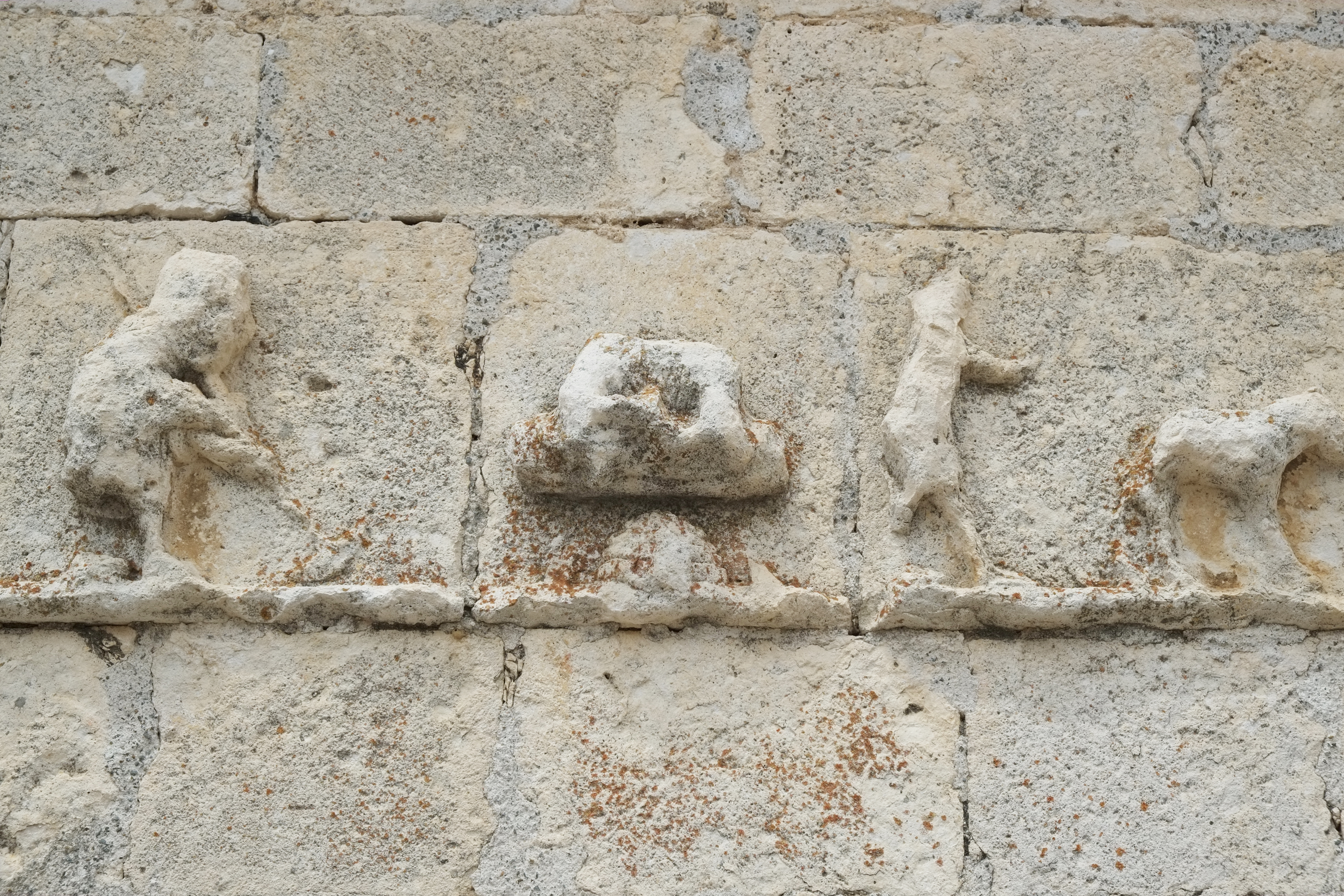
Februar, Januar

Unter dem Fries ist ein kleines Rundfenster in die Wand eingeschnitten, das von einem verzierten Wulst gerahmt wird.

### Innenraum

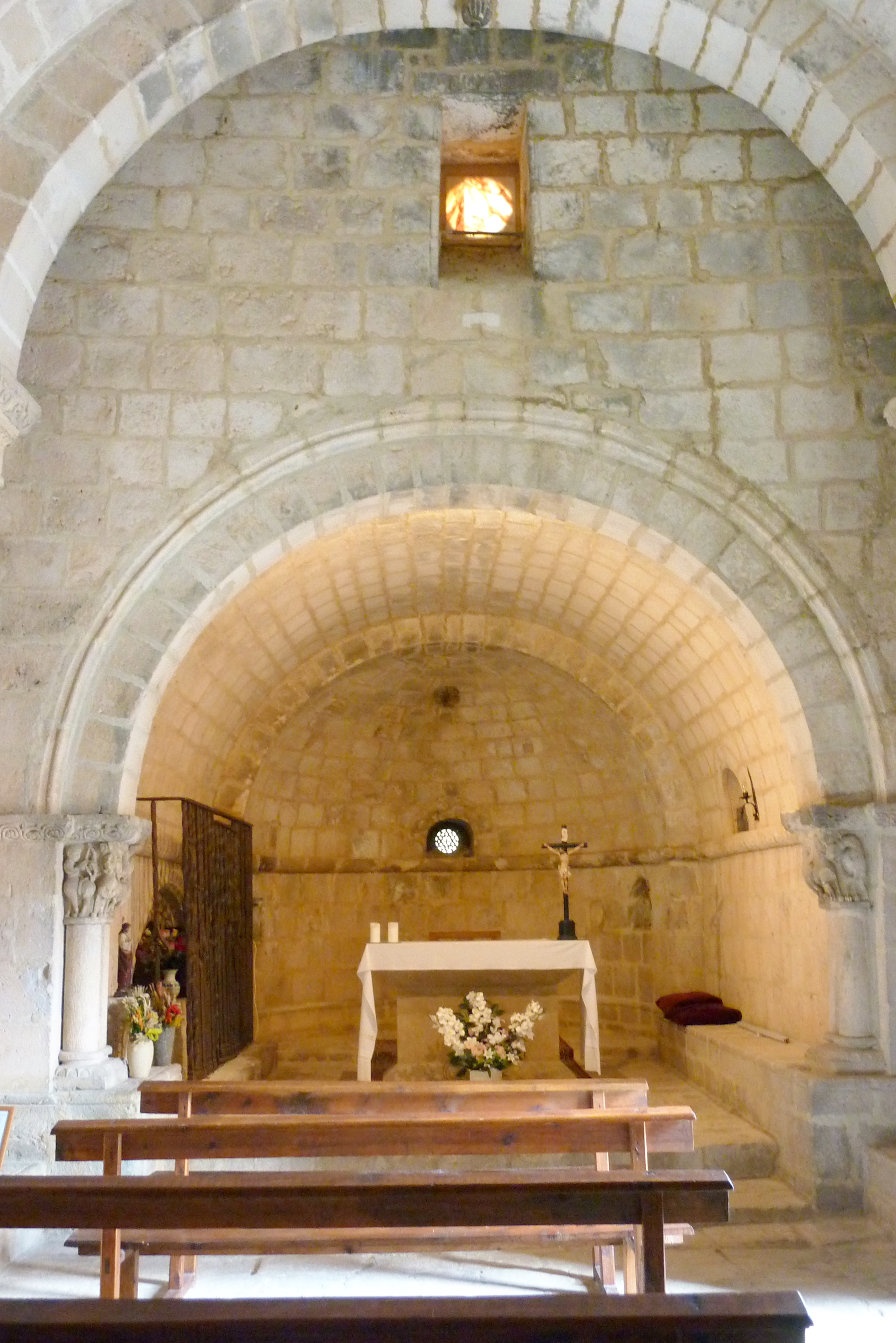
Chor der Kapelle San Galindo

Die Kapelle San Galindo ist ein einschiffiger Bau mit einer Fläche von sechs mal drei Metern. Das Schiff wird von einem Tonnengewölbe gedeckt, das durch Gurtbögen verstärkt wird, die auf Säulen mit Palmettenkapitellen ruhen. Der wesentlich niedrigere und schmälere Chor besitzt ebenfalls ein Tonnengewölbe, die innen halbrund und außen gerade geschlossene Apsis wird von einer Kalotte gedeckt. Der Chorbogen wird von Doppelsäulen getragen, deren Kapitelle mit figürlichen Szenen skulptiert sind. Auf einem Kapitell sind Kentauren dargestellt, die mit Pfeil und Bogen auf Vierbeiner mit menschlichen Köpfen schießen. In der Mitte der Apsiswand ist ein Rundfenster eingeschnitten, in dessen Transenna ein Davidstern und ein Johanniterkreuz zu erkennen sind.

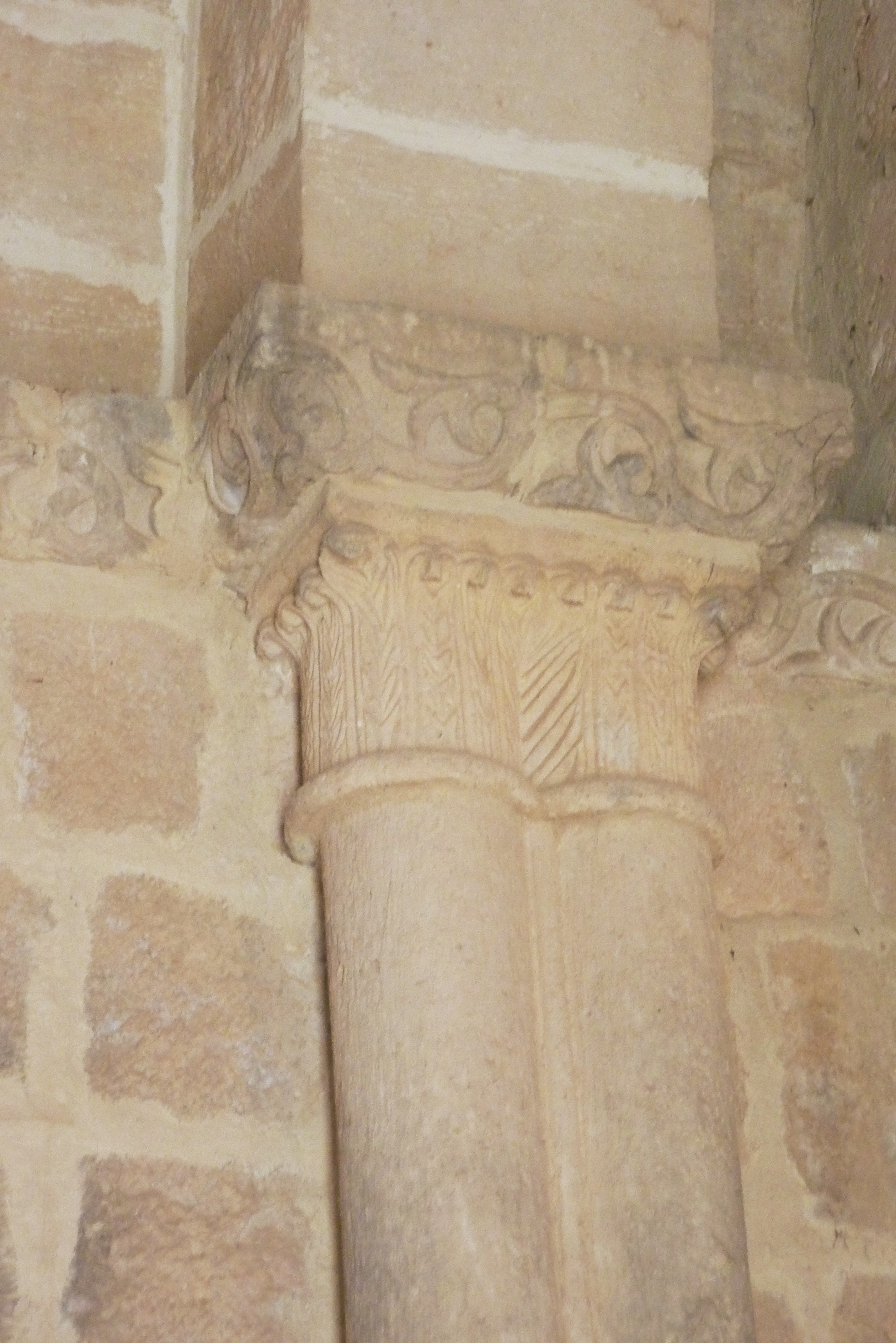
Palmettenkapitelle
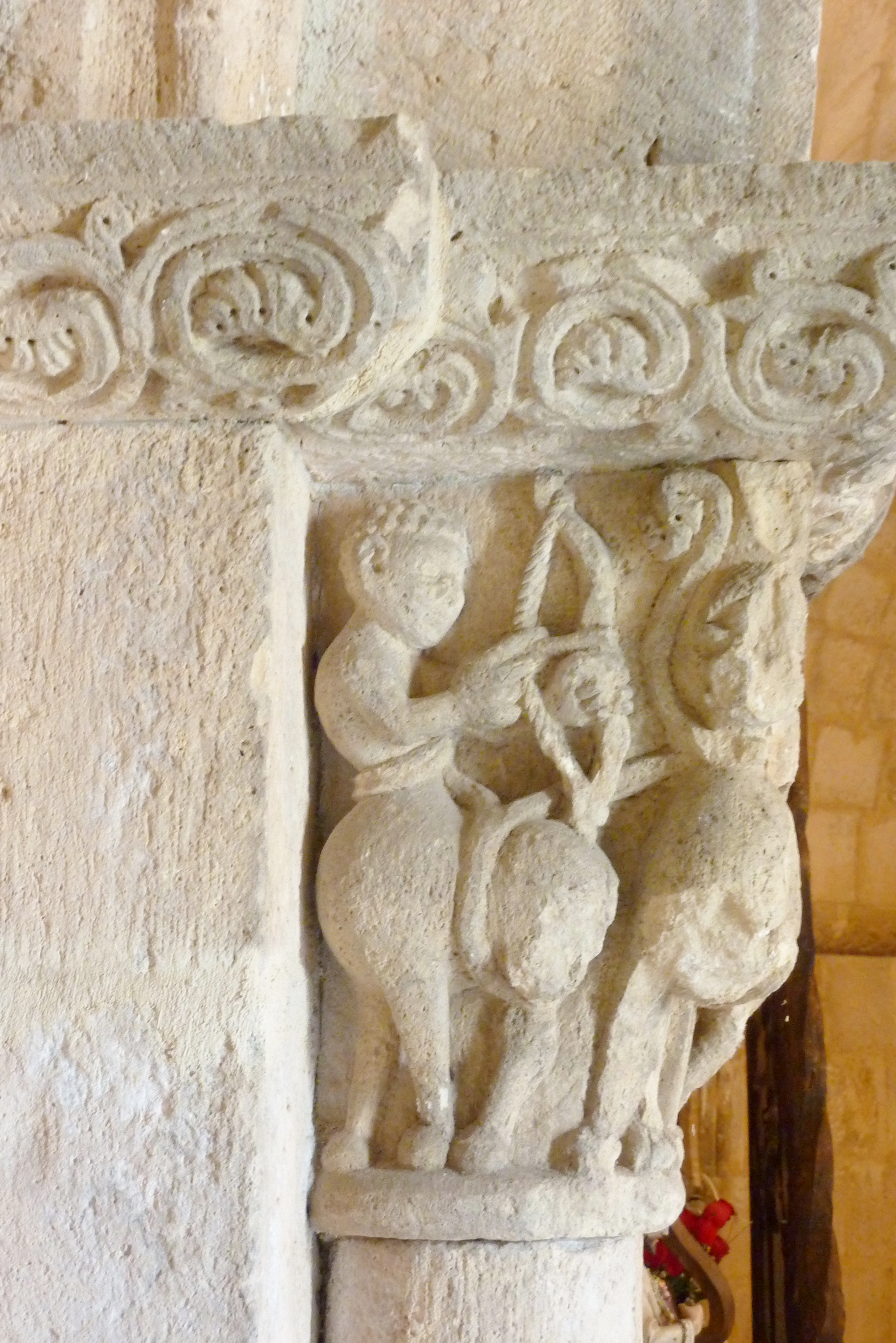
Kapitell mit Kentaur
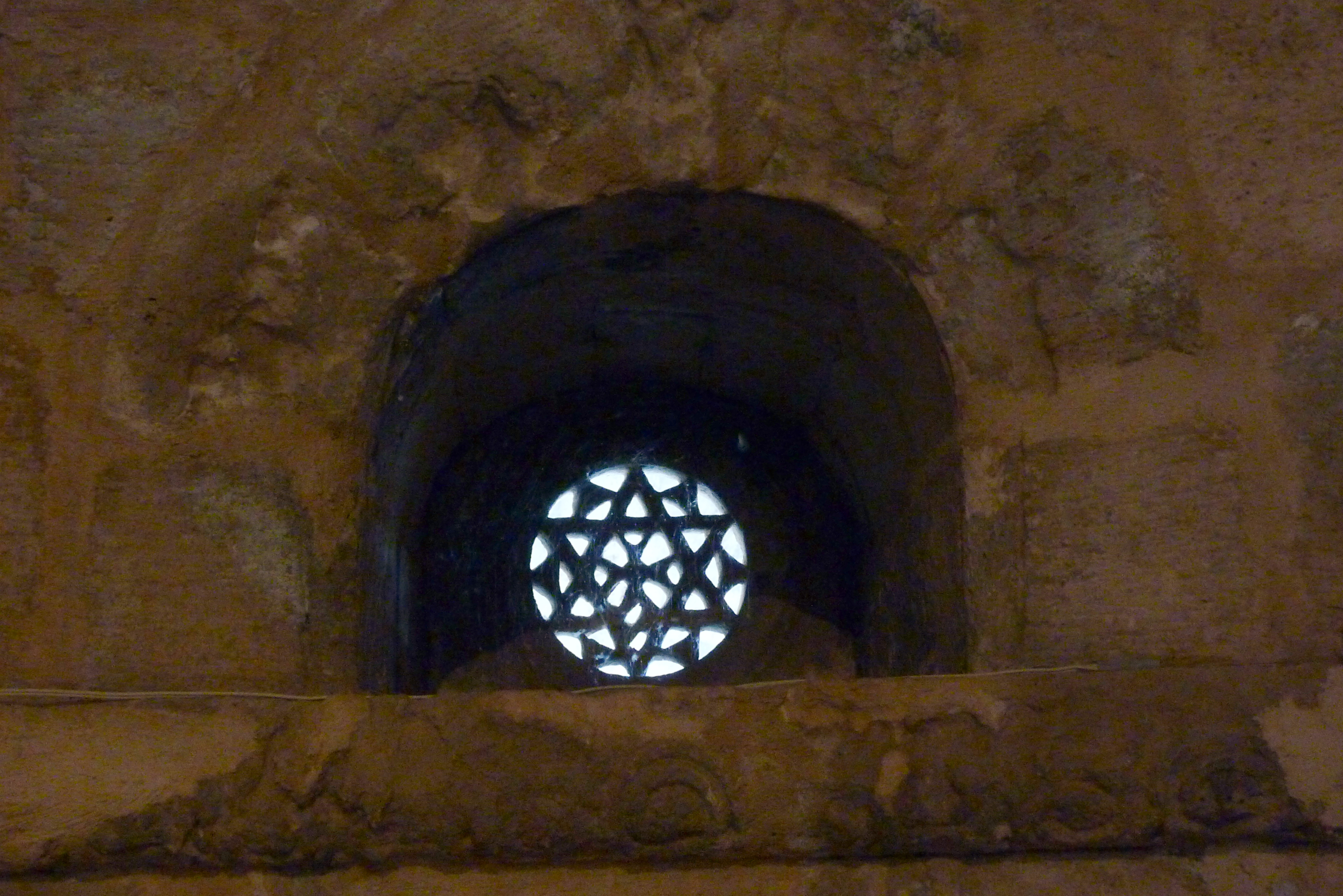
Rundfenster mit Davidstern und Johanniterkreuz in der Apsis